# أحمد سيف ثابت
أحمد سيف ثابت (1941 - 2000)، هو شاعر يمني وعضو في اتحاد الأدباء والكتاب اليمنيين.
ولد عام 1941 في قرية الغرشة مديرية طور الباحة بمحافظة لحج، وتوفي عام 2000 في دمشق بسوريا. أكمل دراسته الابتدائية في قريته، ثم غادرها إلى عدن. بدأ حياته العملية عام 1956 حيث انتظم في العمل الإداري لمدة ثلاث سنوات متتالية. أسهم في الحركة الوطنية اليمنية وفي الحركة العمالية في عدن. وفي عام 1964 التحق بمنظمة الطلائع الثورية في عدن لمقاومة الإستعمار. ظل يزاول نشاطه السياسي حتى بعد طرد الإستعمار في الحزب الإشتراكي. عمل رئيساً لقسم الإعلام السياحي في المؤسسة العامة للسياحة، وضابط جمارك، ومديراً عاماً للثقافة والإعلام في محافظة لحج، وملحقاً صحافياً في سفارة اليمن في الكويت، وآخر ما عمل هو نائب المدير العام للفنون والإنتاج الفني في محافظة عدن. كتب في المقالة الأدبية والسياسية والأوبريت الغنائي والشعري والقصيدة الغنائية والشعبية. تغنى بأشعاره العديد من الفنانين أشهرهم فيصل علوي وعلي السمة.

## أعماله
- عشر شموع من اليمن (ديوان شعر).
- ابتسامات ودموع الشجن (ديوان شعر).
- القلب المشطور (ديوان شعر).
- سجون الليل (ديوان شعر).
- 100 شاعر و600 أغنية يمنية (كتاب مشترك مع سالم حجيري).
- أشواق (ديوان شعر).
- النضال المشروع (ديوان شعر).
- شجون الحب (ديوان شعر).
- الأغنية الوطنية اليمنية (دراسات عن القصيدة اليمنية).
- كفاح شعب. نبضات قلب (مخطوطة).

### القصيدة الغنائية
| القصيدة               | الملحن             | المغني             |
| --------------------- | ------------------ | ------------------ |
| جددت فينا الحب        | أنور مبارك         | أنور مبارك         |
| ذي سالب عقلي جماله    | يوسف أحمد سالم     | يوسف أحمد سالم     |
| كتبت لك يا حبيب العمر | فاروق عبد القادر   | فاروق عبد القادر   |
| طاب السمر             | أنور مبارك         | أنور مبارك         |
| حبيبتي                |                    | فيصل علوي          |
| توبة من الحب توبة     |                    | فيصل علوي          |
| كنت يا ما كنت         |                    | فيصل علوي          |
| أنا حيران في أمري     |                    | فيصل علوي          |
| معبودتي               | محمد حسن عطروش     | محمد محسن عطروش    |
| حكمة الأجداد          |                    | المجموعة           |
| موطني                 |                    | فيصل علوي          |
| وحدة الحزب            | أحمد تكرير         | الإنشاد            |
| يا حبيبة يا يمن       | علي عبد الله السمة | علي عبد الله السمة |